# Ореховский, Николай Матвеевич
Николай Матвеевич Ореховский (1845, Канавинская слобода, Нижегородский уезд, Нижегородская губерния — 22 мая 1918) — российский юрист, председатель департамента Варшавской судебной палаты, тайный советник, член Поместного Собора Православной Российской Церкви.

## Биография
Родился в семье священника.
Окончил Нижегородские духовное училище и духовную семинарию, юридический факультет Санкт-Петербургского университета, кандидат прав, профессорский стипендиат (1872).
Служащий в Министерстве юстиции, откомандирован во 2-е отделение 5-го департамента Сената, коллежский секретарь (1872).
Судебный следователь 4-го участка Ковенского уезда (1873), затем 2-го участка Нежинского уезда округа Нежинского окружного суда (1875).
Член Калишского окружного суда, коллежский советник (1876).
Товарищ председателя Седлецкого окружного суда (1883), статский советник (1886).
Член Варшавской судебной палаты (1887), действительный статский советник (1897).
Председатель IV гражданского департамента Варшавской судебной палаты (1914), тайный советник (1916).
В 1917—1918 годах член Поместного Собора Православной Российской Церкви по избранию как мирянин от Варшавской епархии, участвовал в 1-2-й сессиях, член IV, XXII отделов.
Награждён орденами Святого Станислава 3-й (1881), 2-й и 1-й (1907) степени, Святой Анны 3-й, 2-й (1892) и 1-й (1914) степени, Святого Владимира 4-й (1896) и 3-й (1904) степени.
Жена — дочь священника Надежда Николаевна Парийская. Дети — Надежда и Борис.